# Carex aueri
Espèce
Classification phylogénétique
Carex aueri est une espèce de plantes du genre Carex et de la famille des Cyperaceae.